# 세니 (이탈리아)
세니(이탈리아어: Segni)는 이탈리아 라치오주 로마현에 위치한 코무네다. 도시는 사코강의 계곡이 내려다 보이는 레피니산 꼭대기에 위치해 있다.

## 자매 도시
- 그리스 미키네스